# Alexander 1. af Serbien
Alexander 1. (14. august 1876 – 11. juni 1903) var konge af Serbien fra 1889 til 1903.
Han var Serbiens sidste konge af slægten Obrenović. Efter at han og dronningen blev myrdet i et statskup i 1903, gik tronen over til slægten Karadjordjević.